# 유황 (조선)
유황(兪榥, 1599년 ~ 1655년)는 조선시대의 문신, 정치가다. 본관은 기계(杞溪), 자는 전숙(典叔), 호는 봉주(鳳洲), 시호는 충간(忠簡)이다. 관찰사 성증(省曾)의 아들이다.

## 생애
1624년에 사마시에 합격하여 성균관에 입학하였고, 1633년 상운도 찰방으로 증광문과에서 병과로 급제하였다. 1636년에 정언에 재직 중에 청나라의 건국 축하에 참석한 나덕헌 등의 처단하고 청태조의 국서를 받지 말 것을 주장하였다. 이로 인해 배청파로 지목받아 유배되었고, 그 이듬해에 풀려났다.
병자호란 이후에는 1637년에 단양으로 다시 유배되었는데 풀려나와 고향에 은거했다. 1641년에 예조정랑으로 복직되었고, 1648년 좌부승지를 지냈다. 이후에는 전라도 관찰사, 우승지 등을 지냈으며, 인조가 죽은 후에는 인조실록의 편찬에 참여하기도 하였다.